# أمينة سيفجي
أمينة سيفجي أوزدمار (بالتركية: Emine Sevgi Özdamar) ( ولدت في 10 أغسطس عام 1946 في محافظة ملطية) ممثلة تركية ، و كاتبة وأديبة مسرحية.
تلقت أمينة سيفجي التعليم المسرحي على يد كلاً من : «محسن إرطُغرل ، بيكلان ألجان ، آيلا ألجان ، خلدون تانر ، مليح جودت أنداي و نصر الدين سيفين».
ذهبت أمينة سيفجي إلى ألمانيا في عام 1976. و عملت في عدة مسارح مثل مسارح مدن بيرلين ، و باريس ، و ليون ، و أفينيون ، و ميونخ ، و فرانكفورت وبوخوم كممثلة وكاتبة مسرحية ورئيس مساعد وذلك سوياً مع بينو بيسون و ماتياس لانغوف. وقد منحتها جامعة فينكينيس بباريس الحق في عمل الدكتوراه وذلك بسبب عملها كرئيس مساعد في المسرح.

## أعمالها
- أراجوز في ألمانيا ( مسرحية ، 1982 )
- امرأة في مهنة التنظيف ( مسرحية ، 1984 )
- كيلوغلان في ألمانيا (مسرحية ، 1991 )
- سفينة نوح ( مسرحية ، 2000 )
- الفناء في المرآة ( قصص ، 2001 )
- تنظر النجوم الغريبة إلى العالم ( رواية ، 2003 )
- لغة الأم ( قصة ، 1990 )
- الحياة ما هي إلا خان ( رواية ، 1992 ، دار نشر الأصول ، ISBN 975-434-104-8)
- كوبري الخليج ( رواية ، 1998 )
- الترزي الخاص به أحدب ( قصة ، 2007 ، درا نشر يابي كريدي ، , ISBN 975-081-305-4)

## جوائزها
- 1991 - جائزة إينجبورج باخمان ( الحياة ما هي إلا خان )
- 1993 – جائزة والتر حاسينجليفر ( الحياة ما هي إلا خان )
- 1994 – أفضل عشرون كتاب بالعام بنيويورك( لغة الأم )
- 1994 – أفضل كتاب بلندن تايمز ( الحاية ما هي إلا خان )
- 1998 - جائزة فنانة العام برين ويستفاليا الشمالية
- 1998 - جائزة الأدب بمدن ألمانيا الشمالية
- 2003 - جائزة كابت مدينة فرانكفورت
- 2004 - جائزة كلايست

## روابط خارجية
- أمينة سيفجي على موقع IMDb (الإنجليزية)
- أمينة سيفجي على موقع مونزينجر (الألمانية)
- أمينة سيفجي على موقع قاعدة بيانات الأفلام السويدية (السويدية)
- أمينة سيفجي على موقع قاعدة بيانات الفيلم (الإنجليزية)